# KA Akureyri
Knattspyrnufélag Akureyrar (kortweg KA) is een omnisportvereniging uit Akureyri, een stad in het noorden van IJsland. De club is actief in voetbal, handbal, volleybal, tennis, badminton en judo. In het logo zit weliswaar de rode kleur, maar geel-blauw zijn de kleuren van het thuistenue.

## Voetbal

### Geschiedenis
Op 8 januari 1928 werd KA opgericht. Het fuseerde kort na de oprichting met Þór Akureyri tot ÍB Akureyri. In 1974 werd de fusie weer opgeheven en werden KA en Þór weer zelfstandig. In 1989 werd de eerste en enige landstitel ooit behaald na een intensieve strijd met FH. Het daaropvolgende Europese debuut werd met een 1-0-overwinning tegen CSKA Sofia afgesloten. In Bulgarije verloor KA met 3-0, waardoor uitschakeling in de eerste ronde een feit was. 
In competitieverband speelde het daarna overwegend in de 1. deild karla, maar in 2017 werd opnieuw promotie naar de Úrvalsdeild bewerkstelligd. 

### Stadion
Zowel in 2021 als 2022 moest KA voor de eerste thuiswedstrijden van het seizoen uitwijken naar het noordelijker gelegen Dalvík, omdat het eigen Greifavöllur onbespeelbaar was. 
Aangezien de accommodatie ook al verouderd was, besloot de gemeente om groen licht te geven voor nieuwbouw van de sportaccommodatie. Er werd in het voorjaar van 2022 begonnen met het aanleggen van kunstgras. Binnen drie jaar moet het project zijn afgerond.

### Mannen

#### Erelijst
- Landskampioen

1989
- Beker van IJsland

Finalist: 1992, 2001, 2004
- Supercup

1989
- 1. deild karla

1980 en 2016

#### Eindklasseringen
- 2000 3e
1. deild karla
- 2001 2e
1. deild karla
- 2002 4e
Úrvalsdeild
- 2003 8e
Úrvalsdeild
- 2004 10e
Úrvalsdeild
- 2005 3e
1. deild karla
- 2006 6e
1. deild karla
- 2007 11e
1. deild karla
- 2008 4e
1. deild karla
- 2009 5e
1. deild karla
- 2010 9e
1. deild karla
- 2011 8e
1. deild karla
- 2012 4e
1. deild karla
- 2013 6e
1. deild karla
- 2014 8e
1. deild karla
- 2015 3e
1. deild karla
- 2016 1e
1. deild karla
- 2017 7e
Úrvalsdeild
- 2018 7e
Úrvalsdeild
- 2019 5e
Úrvalsdeild
- 2020 7e
Úrvalsdeild
- 2021 4e
Úrvalsdeild
- 2022 2e
Úrvalsdeild
- 2023 7e
Úrvalsdeild
- 2024 7e
Úrvalsdeild

- Úrvalsdeild
- 1. deild karla

#### In Europa
#Q = #kwalificatieronde, #R = #ronde, T/U = Thuis/Uit, W = Wedstrijd, PUC = punten UEFA coëfficiënten .
Uitslagen vanuit gezichtspunt KA Akureyri
| Seizoen | Competitie        | Ronde | Land                           | Club                 | Totaalscore  | 1e W    | 2e W         | PUC |
| ------- | ----------------- | ----- | ------------------------------ | -------------------- | ------------ | ------- | ------------ | --- |
| 1990/91 | Europacup I       | 1R    | Vlag van Bulgarije             | CSKA Sofia           | 1-3          | 1-0 (T) | 0-3 (U)      | 2.0 |
| 2003    | Intertoto Cup     | 1R    | Vlag van Bosnië en Herzegovina | FK Sloboda Tuzla     | 2-2 (2-3 ns) | 1-1 (U) | 1-1 nv       | 0.0 |
| 2023/24 | Conference League | 1Q    | Vlag van Wales                 | Connah's Quay Nomads | 4-0          | 2-0 (T) | 2-0 (U)      | 3.5 |
|         |                   | 2Q    | Vlag van Ierland               | Dundalk FC           | 5-3          | 3-1 (T) | 2-2 (U)      | 3.5 |
|         |                   | 3Q    | Vlag van België                | Club Brugge          | 2-10         | 1-5 (U) | 1-5 (T)      | 3.5 |
| 2025/26 | Conference League | 2Q    | Vlag van Denemarken            | Silkeborg IF         | 3-4          | 1-1 (U) | 2-3 (nv) (T) | 0.5 |

Totaal aantal punten voor UEFA coëfficiënten: 6.0
Zie ook
- Deelnemers UEFA-toernooien IJsland
- Ranglijst van alle clubs die in de diverse Europa Cups zijn uitgekomen

#### Bekende (oud-)spelers
- Bryan Van Den Bogaert
- Jóan Símun Edmundsson
- Jonathan Hendrickx
- Nökkvi Thórisson
- Sebastiaan Brebels
- Þórður Guðjónsson

### Vrouwen
De vrouwenafdeling speelt in 2012 in een gecombineerd elftal met plaatsgenoot Þór Akureyri in de Úrvalsdeild op het hoogste niveau.